# 第一音響
株式会社第一音響（だいいちおんきょう）は、1970年（昭和45年）3月に設立されて以来、フジテレビを中心に様々な番組などの選曲・音響効果を担当する老舗の音響効果会社、および株式会社フジパシフィックミュージックの完全子会社。

## 概要
1970年、フジテレビの音響効果部の効果技師が独立し、吉田和弘を中心にフジテレビとフジプロダクションが資本参加して発足。
テレビ番組、ドラマ、CM映画、アニメーション、VP(ビデオパッケージ)、イベント、ゲーム、映像・WEBコンテンツ、コンサート、舞台など様々な映像コンテンツの音響効果および選曲・MA技術・音楽制作を主な事業内容とする。効果、選曲の他にも自社による音楽企画制作やプロデュース、演出、技術を扱う。
2015年（平成27年）、フジパシフィックミュージックのグループ会社となる。親会社のフジパシフィックミュージックが管理する音源を第一音響に提供することで、フジパシフィックミュージックは資源の有効活用を、第一音響は音源ラインアップを拡充している。
フジパシフィックミュージック代表取締役社長であった上原徹と第一音響代表取締役社長の柿崎譲志による、「多くのジャンルに挑戦し、幅広いNeedsに対応していきたい」との考えに基づき第一音響は『Do for Others』を旗印に掲げ、事業を進めている。

## 主な作品

### テレビ
※特に記述がない場合はフジテレビで放送。